# Dermocybe splendida
Dermocybe splendida är en svampart som beskrevs av E. Horak 1983. Dermocybe splendida ingår i släktet Dermocybe och familjen spindlingar.   Inga underarter finns listade i Catalogue of Life.